# Maburea trinervis
Maburea trinervis är en tvåhjärtbladig växtart som beskrevs av P.J.M. Maas. Maburea trinervis ingår i släktet Maburea och familjen Erythropalaceae. Inga underarter finns listade i Catalogue of Life.